# Bécassine africaine
Gallinago nigripennis
Espèce
Statut de conservation UICN

 LC  : Préoccupation mineure
La Bécassine africaine (Gallinago nigripennis) est une espèce d’oiseaux appartenant à la famille des Scolopacidae.

## Répartition et sous-espèces
Selon la classification de référence du Congrès ornithologique international (15.1, 2025) elle se répartit en trois sous-espèces (ordre philogénique) :
- Gallinago nigripennis aequatorialis Rüppell, 1845 — de l'Éthiopie à l'est de la RDC et du Zimbabwe et le nord du Mozambique ;
- Gallinago nigripennis angolensis Barboza du Bocage, 1868 — de l'Angola et le nord de la Namibie à la Zambie et e nord du Zimbabwe ;
- Gallinago nigripennis nigripennis Bonaparte, 1839 — José Vicente Barbosa du Bocage sud du Mozambique et Afrique du Sud.